# Naturpark Dübener Heide
Der Naturpark Dübener Heide, der große Teile der gleichnamigen Dübener Heide umfasst, ist der erste Naturpark Deutschlands, der aufgrund von Bürgerinitiativen nicht regierungsamtlich entstand. Um das weitere Voranschreiten und Übergreifen des Braunkohlebergbaus in dessen Nachbarschaft zu verhindern, entstanden um 1990 erste Bürgerinitiativen zum Schutz und zur Bewahrung der Natur.
Der Naturpark stellt eine von der Saaleeiszeit geprägte, abwechslungsreiche, hügelige Heidelandschaft und gleichzeitig traditionelles Ausflugs- und Naherholungsgebiet im relativ waldarmen Kern Mitteldeutschlands dar. Er liegt in etwa zu gleichen Teilen in den Bundesländern Sachsen und Sachsen-Anhalt etwa auf halbem Wege zwischen Wittenberg im Nordosten und Leipzig im Südwesten. Weitere größere Städte in unmittelbarer Umgebung sind Dessau, Bitterfeld und Torgau. Im Norden und Nordosten wird der Naturpark von den Flussauen der mittleren Elbe begrenzt. Westlich begrenzen ihn die Städte Bitterfeld, Gräfenhainichen und die Mulde. Das Innere des Parks wird durch die Bundesstraße 2 erschlossen. Südlich reicht er bis an die Bundesstraße 87 mit Eilenburg und Bad Düben heran. Erdgeschichtlich stellt er eine Landschaft aus Endmoränen und Sandern dar, die überwiegend aus Nadelwald, Mischwald, Seen, Moor und Grünland besteht. Die überwiegende Baumart ist dabei die Kiefer.
Der Naturpark umfasst ca. 770 km² Gesamtfläche und hat mit einer Einwohnerzahl von 68.400 (Stand 31. Dezember 2000) eine Bevölkerungsdichte von 89 Einwohnern je km². 66 % der Fläche sind Wald, 29 % werden landwirtschaftlich genutzt, 2 % sind Siedlungsflächen, 2 % Gewässerfläche sowie 1 % sind Flächen für Gewerbe und Infrastruktur. Auf rund 1000 km ausgewiesener Rad- und Wanderwege können Wanderungen durchgeführt werden.
Träger des Naturparks ist der Verein Dübener Heide e. V. Der bereits am 28. September 1930 gegründete Verein wurde am 31. März 1990 wiedergegründet. Er ist Mitglied im Verband Deutscher Naturparke und im Verband Deutscher Gebirgs- und Wandervereine. 

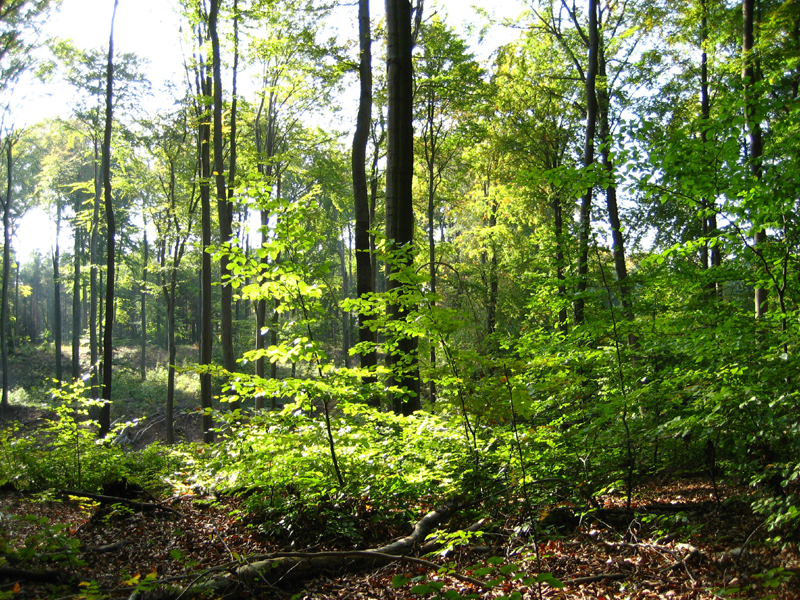
Lichter Buchenwald
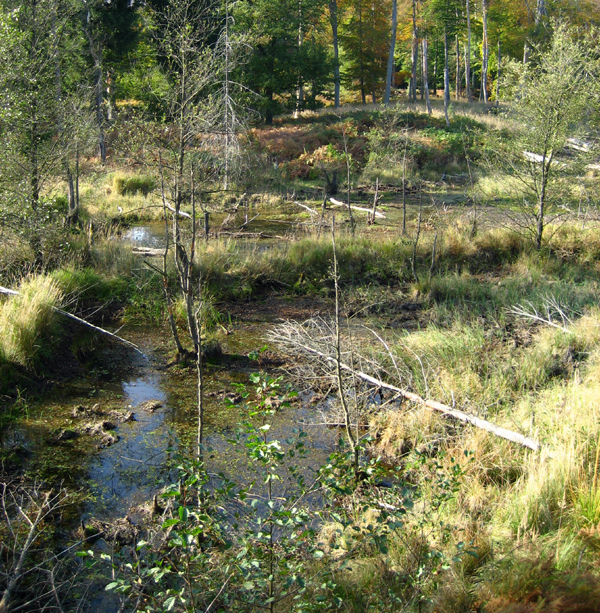
Weiher
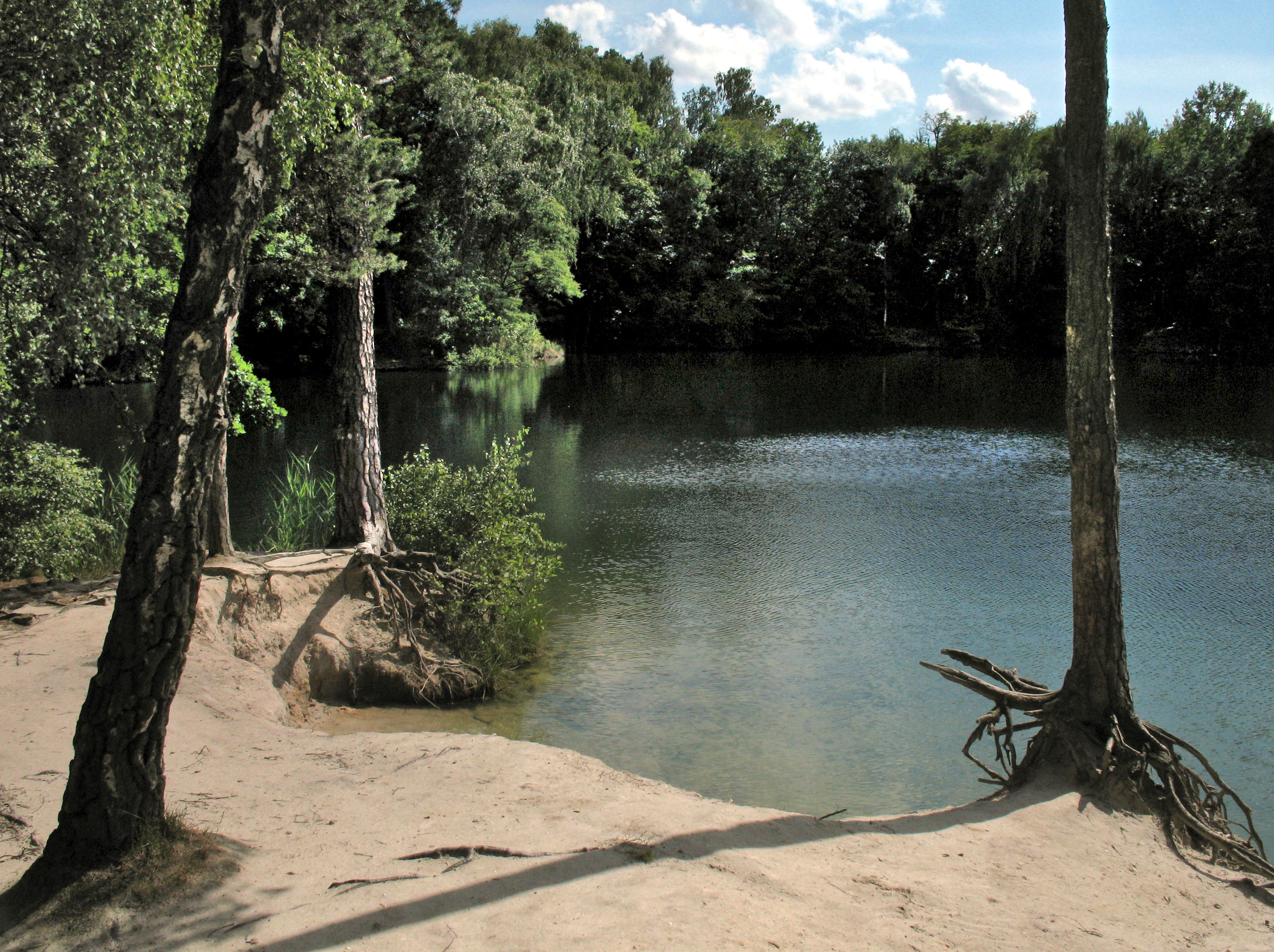
„Blaues Auge“ bei Bad Schmiedeberg